# Aleksandr Žirov (sciatore)
Aleksandr Vasil'evič Žirov (in russo Александр Васильевич Жиров?; Dedenevo, 12 settembre 1958 – Dedenevo, 20 maggio 1983) è stato uno sciatore alpino sovietico, che gareggiò per la nazionale.

## Biografia

### Stagioni 1979-1980
Ottenne il primo piazzamento di rilievo in Coppa del Mondo il 7 febbraio 1979 a Oslo, giungendo 23º in slalom speciale, e in quella stessa stagione 1978-1979 in Coppa Europa vinse la classifica di slalom speciale e si piazzò al 2º posto in quella generale.
Conquistò il primo podio in Coppa del Mondo l'8 gennaio 1980 piazzandosi 2º nello slalom speciale di Lenggries, dietro al bulgaro Petăr Popangelov; lo stesso anno partecipò ai XIII Giochi olimpici invernali di Lake Placid 1980, sua unica presenza olimpica, concludendo 9º nello slalom gigante e non terminando lo slalom speciale.

### Stagioni 1981-1983
La stagione 1980-1981 fu la migliore in Coppa del Mondo dell'atleta, che nel volgere di due settimane, nel marzo 1981, ottenne tutti i suoi quattro successi: tre in slalom gigante e uno in slalom speciale, il primo il 14 marzo a Furano, l'ultimo - nonché ultimo podio in carriera - il 28 marzo a Laax. Terminò la stagione con il 3º posto nella classifica generale di Coppa del Mondo, alle spalle dello statunitense Phil Mahre e dello svedese Ingemar Stenmark; fu anche 2º nella Coppa del Mondo di slalom gigante dietro a Stenmark, che lo sopravanzò di 10 punti.
Dopo aver disputato altre due stagioni senza ripetersi a quei livelli, ottenne l'ultimo piazzamento in Coppa del Mondo il 9 gennaio 1982 a Morzine in slalom gigante (4º) e fu 13º nello slalom speciale dei Mondiali di Schladming 1982; nella stagione 1982-1983 in Coppa Europa tornò ai vertici, piazzandosi al 2º posto nella classifica di slalom gigante. La vita dello sciatore terminò tragicamente nel mese di maggio del 1983, quando morì in un incidente stradale a Šukolovo.

## Palmarès

### Coppa del Mondo
- Miglior piazzamento in classifica generale: 3º nel 1981
- 9 podi (6 in slalom gigante, 3 in slalom speciale):
  - 4 vittorie (3 in slalom gigante, 1 in slalom speciale)
  - 5 secondi posti

#### Coppa del Mondo - vittorie
| Data          | Località | Paese    | Specialità |
| ------------- | -------- | -------- | ---------- |
| 14 marzo 1981 | Furano   | Giappone | GS         |
| 24 marzo 1981 | Borovec  | Bulgaria | GS         |
| 25 marzo 1981 | Borovec  | Bulgaria | SL         |
| 28 marzo 1981 | Laax     | Svizzera | GS         |

Legenda:

GS = slalom gigante

SL = slalom speciale

### Coppa Europa
- Miglior piazzamento in classifica generale: 2º nel 1979[1]
- Vincitore della classifica di slalom speciale nel 1979[1]